# Michael Kneissl
Michael Kneissl (* 30. November 1891 in München; † 29. März 1947 in Brünn) war ein deutscher SS-Obersturmbannführer. Während der Zeit des Nationalsozialismus und des Zweiten Weltkrieges war er im Protektorat Böhmen und Mähren u. a. für die Liquidierung von Häftlingen im Kaunitz-Wohnheim in Brünn verantwortlich. Er wurde zum Tode verurteilt und am 29. März 1947 durch Hängen hingerichtet.

## Leben
Kneissl war der Sohn eines Metzgers und gelernter Kunsttischler, er träumte aber vom Leben eines Kriegshelden. Zum 3. Juli 1927 trat er in Berchtesgaden der NSDAP (Mitgliedsnummer 64.395) und 1932 der SS bei (SS-Nummer 24.990). 1936–1937 war er Leiter des Arbeitslagers Ranis in Thüringen. Nach seiner Übersiedelung ins Protektorat im August 1939 arbeitete er im Prager Landesamt und dann als Kommandant des Gestapoamtes und Gefängnisses in Brünn sowie als Kommandant des von der Gestapoleitstelle Prag verwalteten Polizeigefängnisses in Theresienstadt.
Während des ersten Kriegsrechts (28. September 1941 bis 20. Januar 1942) und des zweiten Kriegsrechts (27. Mai bis 3. Juli 1942) während der Ära des Stellvertretenden Reichsprotektors in Böhmen und Mähren Reinhard Heydrich nahm er als Kommandant des Gefängnisses in Brünn an der Erschießung und Erhängung von Hunderten von Patrioten und politischen Gefangenen im Kaunitz-Wohnheim teil, die in Mähren festgenommen worden waren. Er hat den Hinrichtungen persönlich beigewohnt. Kneissl war 1943 als Sturmbannführer beim SS-Abschnitt XXXIX und wurde dann Kommandeur des SS-Wach-Bataillons 2 Prag mit dem Dienstgrad Obersturmbannführer d.R.
Nach dem Krieg wurde er gefasst und vor das tschechoslowakische Außerordentliche Volksgericht (Mimořádný lidový soud, Abk. MLS) gestellt. Bei der Schilderung versuchte er, den Eindruck zu erwecken, die Liquidierung der Häftlinge sei die Vollstreckung eines ordnungsgemäßen Gerichtsbeschlusses gewesen. Kneissl wurde am 29. März 1947 zum Tode durch den Strang verurteilt, das Urteil wurde noch am gleichen Tag vollstreckt. Hinweise auf seine Grabstätte fehlen.

## Film und Ton

### Dokumentarmaterial
- Videokanal: German Wehrmacht driving in to surrender near Prague (1945) – Michael Kneissl ist nach der bedingungslosen Kapitulation der deutschen Streitkräfte am 8. Mai 1945 ab Minute 2:26 in Farbe zu sehen